# 2,3-bis(difenylfosfano)butaan
2,3-bis(difenylfosfano)butaan, doorgaans aangeduid als chirafos, is een organische verbinding. Het is een veelgebruikt ligand vanwege het feit dat de stof chiraliteit vertoont. Bovendien zijn beide enantiomere vormen commercieel beschikbaar: de R,R- als in de S,S-vorm. Via de complexen die deze verbinding met vele metalen vormt, en de katalytische eigenschappen daarvan, laat de enantiomere zuiverheid zich ook in asymmetrische syntheses overdragen op andere verbindingen waarbij asymmetrische inductie een rol speelt.
Dit bidentaat ligand verbindt zich aan metalen via de twee fosforatomen. De triviale naam van de verbinding, chirafos, is afgeleid van het feit dat de verbinding een chiraal fosfaan is. De beide enantiomeren bezitten C2-symmetrie. De R,S-vorm, de mesovorm, is niet chiraal.

## Synthese
Voor de synthese van chirafos wordt voor beide vormen uitgegaan van enantiomeer zuiver R,R- of S,S-2,3-butaandiol, dat op zijn beurt uit het commercieel verkrijgbare S,S- respectievelijk R,R-wijnsteenzuur bereid wordt. De verwisseling van de R,R- en S,S-aanduiding is correct, omdat tijdens de reductie van wijnsteenzuur naar het diol de prioriteit van het eindstandige koolstofatoom lager wordt.
De benadering van een chirale synthese via makkelijk en goedkoop beschikbare enantiomeer zuivere uitgangsstoffen wordt aangeduid met de Engelse term chiral pool-synthese. Het diol wordt getosyleerd met p-tolueensulfonylchloride, waarna het ditosylaat met lithiumdifenylfosfide tot chirafos wordt omgezet. De reactie van het difenylfosfide met het ditosylaat is een SN2-reactie, die op beide chirale centra met inversie van configuratie verloopt.
De ontwikkeling van chirafos is een belangrijke stap geweest in de ontwikkeling van metaalgekatalyseerde reacties, waarbij de conformatie van de chelaatring tot asymmetrische inductie leidt. Hoewel dit type katalysatoren eerder was (en nog steeds wordt) toegepast, was in die gevallen de chiraliteit aan de conformatie rond fosfor gekoppeld (bijvoorbeeld in DIPAMP).